# Marie Besse
Pour les articles homonymes, voir Besse.
Marie Besse, née le 6 février 1964 à Genève (Suisse), est une archéologue et préhistorienne franco-suisse. Elle est professeur et responsable du Laboratoire d'archéologie préhistorique et d'anthropologie à l’université de Genève,.

## Biographie
Après avoir effectué des études à Genève, Marie Besse obtient son doctorat de l’université de Genève en 2001. Elle est professeur ordinaire à l’université de Genève où, depuis 2011, elle est membre de la Délégation à l’égalité des chances et invitée permanente de la commission Égalité.
Elle intervient dans les médias comme archéologue et anthropologue,,.

## Travaux
Les recherches de Marie Besse portent principalement sur les populations du Néolithique récent en Europe, en particulier sur la culture campaniforme. Elle est également spécialiste de la Préhistoire dans les Alpes. À travers l’étude des habitats, notamment celui du Petit-Chasseur à Sion, dans le Valais, elle cherche à mieux comprendre le fonctionnement social et économique des communautés néolithiques. Elle s'appuie pour cela notamment sur l'étude de la céramique, des artéfacts en cuivre, et sur l'archéobotanique.
Marie Besse dirige des fouilles programmées, comme celles de la grotte de l'Eremita à Borgosesia (province de Verceil, Italie) depuis 2012, ou préventives, notamment le site mégalithique du Pré-au-Stand au Grand-Saconnex (canton de Genève, Suisse) en 2015,.

## Association Archéologie et gobelet
Marie Besse a créé cette association pour encourager et renforcer la diffusion des connaissances et la promotion de la recherche sur la culture campaniforme.

## Distinctions
- Chevalier de l'ordre des Palmes académiques, nommée par le Premier ministre français Jean-Marc Ayrault (2013)[12]
- Sélectionnée par le FNS pour intégrer academia-net.org (2012)

## Publications

### Ouvrages
- (en) Marie Besse, Around the Petit-Chasseur Site in Sion (Valais, Switzerland) and New Approaches to the Bell Beaker Culture, Oxford, Archaeopress Archaeology, 2014 (lire en ligne)
- Marie Besse et Martine Piguet, Le site préhistorique du Petit-Chasseur (Sion, Valais) 10. Un hameau du Néolithique moyen, Lausanne, Cahiers d'archéologie romande, 2011 (lire en ligne)
- (en) Marie Besse, Graves and Funerary Rituals during the late Neolithic and the Early Bronze Age in Europe (2700 - 2000 BC), Oxford, Archaeopress, 2004 (lire en ligne)
- Marie Besse, Laurence-Isaline STAHL GRETSCH et Philippe Curdy, ConstellaSion. Hommage à Alain Gallay, Lausanne, Cahiers d'archéologie romande, 2003 (lire en ligne)

### Articles
- « Il y a 5000 ans, une mystérieuse unité européenne », Recherche,‎ 2014, p. 42-46 (lire en ligne)
- (en) « Prehistory of the Upper Rhône Valley: from Neanderthals to Modern Humans », Archives des Sciences, vol. 65,‎ 2012, p. 229-236 (lire en ligne)
- « Découvertes néolithiques », Archäologie der Schweiz,‎ 2010, p. 22-29 (lire en ligne)
- « Des campaniformes européens au campaniforme méditerranéen », Bulletin de la Société préhistorique française, vol. 101, no 2,‎ 2004, p. 215-222 (lire en ligne)